# Joseph von Fürth

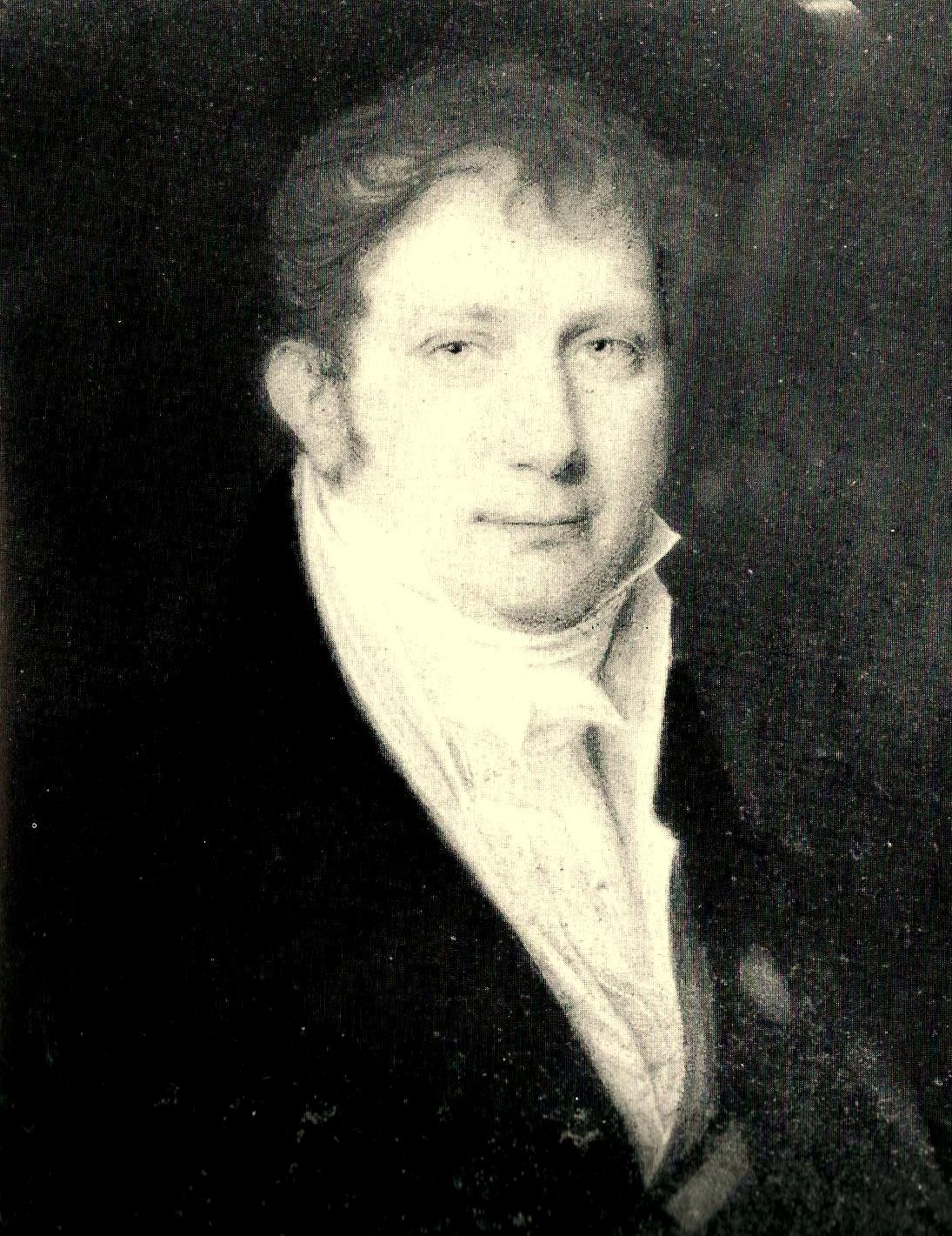
Joseph von Fürth

Joseph Aloys Felix Freiherr von Brewer, genannt von Fürth (* 21. Februar 1774 in Aachen; † 16. Januar 1844 in Geilenkirchen) war ein deutscher Verwaltungsbeamter und langjähriger Landrat des Kreises Geilenkirchen.

## Familie
Joseph Aloys Felix von Fürth entstammte einem Aachener Patriziergeschlecht, welches in Aachen mehrere Schöffen und die Aachener Reichsbürgermeister Johann Wilhelm von Fürth und Franz von Fürth stellte, wobei Letzterer 1773 unter dem Titel „Freiherr von Brewer genannt von Fürth“ in den Reichsfreiherrenstand erhoben worden war. Der älteste Sohn des zuvor genannten Franz von Fürth war der kurpfälzische Obrist Johann Caspar Josef Jakob Freiherr von Brewer genannt von Fürth (1728–1849), welcher mit Bernhardine von Pelser-Berensberg (1743–1800), Tochter des Aachener Schöffen Johann Friedrich von Pelser-Berensberg (1702–1771), verheiratet war. Aus dieser Ehe gingen schließlich die Brüder Joseph Aloys Felix und der Landgerichtsrat Bernhard Crysant von Fürth (1782–1849) hervor, wobei Letzterer selbst der Vater der Juristen Hermann Ariovist von Fürth und August von Fürth war.

## Leben und Wirken
Joseph Aloys Felix von Fürth war zunächst in der Aachener Tuchfabrik „Heusch & Fürth“ tätig und gehörte recht bald als Domicellar auch dem Aachener Marienstift an. Nach dem endgültigen Einmarsch der Franzosen in Aachen ab 1794 war von Fürth in verschiedenen Positionen für die neuen Machthaber tätig. So stieg er zum Kommandanten der kaiserlichen Ehrengarde in Aachen auf und machte sich um diese auch verdient, wofür er 1804 von der Kaiserin und Ehefrau Napoleons, Joséphine de Beauharnais, mit 100 Louis d’or und einer brillantenen Nadel ausgezeichnet worden war. Im Jahr 1806 wurde von Fürth zum „membre honoraire à vie“ (Ehrenmitglied auf Lebenszeit) der dem Großorient von Frankreich angeschlossenen Maastrichter Loge ernannt. Darüber hinaus gehörte von Fürth der Aachener Johannisloge an, als deren Meister er von 1806 bis 1808 und von 1813 bis 1815 gewählt wurde.
Für seine Verdienste in der französischen Zivilverwaltung und als „membre de la chambre commerce“ (Mitglied der Handelskammer) wurde er als Nachfolger des ausgeschiedenen Johann Friedrich Jacobi zum Präfekturrat befördert und in die Ehrenlegion aufgenommen. Im Jahr 1811 war er zusammen mit dem Aachener Maire Cornelius von Guaita Mitglied der Delegation, die der Taufe des Thronfolgers und designierten Königs von Rom Napoleon Franz Bonaparte in Rom beiwohnte. Nachdem von Fürth zwei Jahre später erneut als Kommandant der kaiserlichen Ehrengarde im Journal de la Roer, Nr. 289 lobend erwähnt worden war, muss er offensichtlich die Zeichen der Zeit erkannt haben und wechselte wenige Monate später auf die preußische Seite über, wo er als königlich preußischer Oberstleutnant in der Schlacht von Waterloo ein preußisches Landwehrbataillon gegen die Truppen Napoléons anführte.
Nach Abzug der Franzosen und Übernahme der Regierung durch das Königreich Preußen trat von Fürth zunächst 1814 in den Club Aachener Casino ein und wurde 1815 als erster Landrat im neu gegründeten Kreis Geilenkirchen eingesetzt und zum Geheimen Regierungsrat befördert. Den Dienst als Landrat versah er dann bis zu seinem Tode im Jahr 1844.

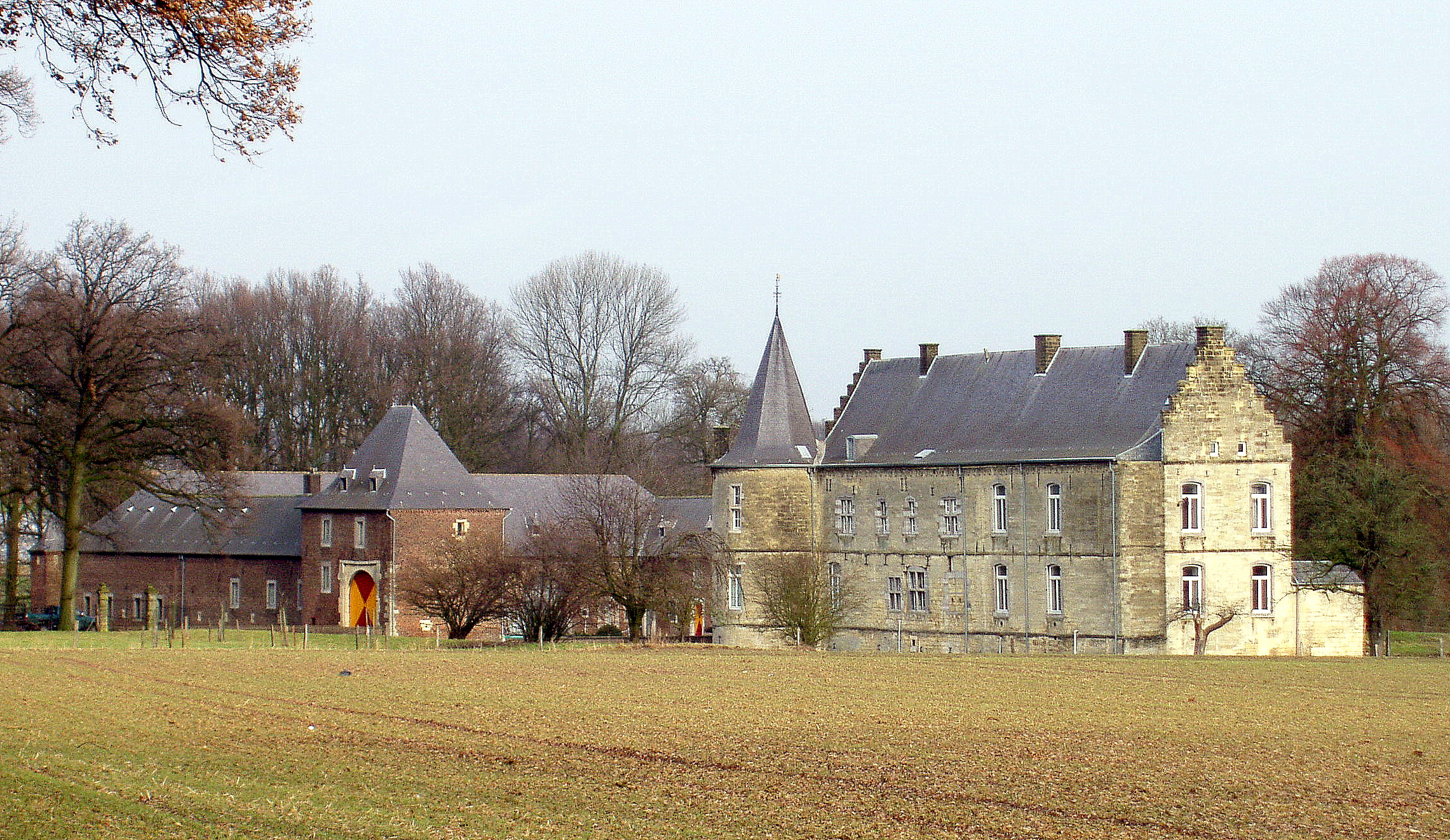
Kasteel Rivieren

Joseph Aloys Felix Freiherr von Brewer genannt von Fürth war verheiratet mit Anna Brigitte Victoria Freiin von Collenbach (1775–1848), einer Tochter des Freiherrn Franz Gabriel Cornelius von Collenbach (1740–1830) aus Düsseldorf, mit der er mehrere Kinder hatte, von denen sein Sohn Emil Freiherr von Brewer genannt von Fürth († 1867) Mitglied des Preußischen Abgeordnetenhauses wurde.
Die Familie von Fürth besaß bedeutende Landgüter und Adelssitze, unter anderem in Warden bei Alsdorf und bereits seit mehreren Generationen das Kasteel Rivieren in Klimmen in der Gemeinde Voerendaal bei Heerlen in der niederländischen Provinz Limburg, das 1910 durch die Heirat seiner Urenkelin im Besitz der Familie de Marchant et d’Ansembourg überging, sowie das Adelsgut Schloss Lemiers.